# Sloppy Joe

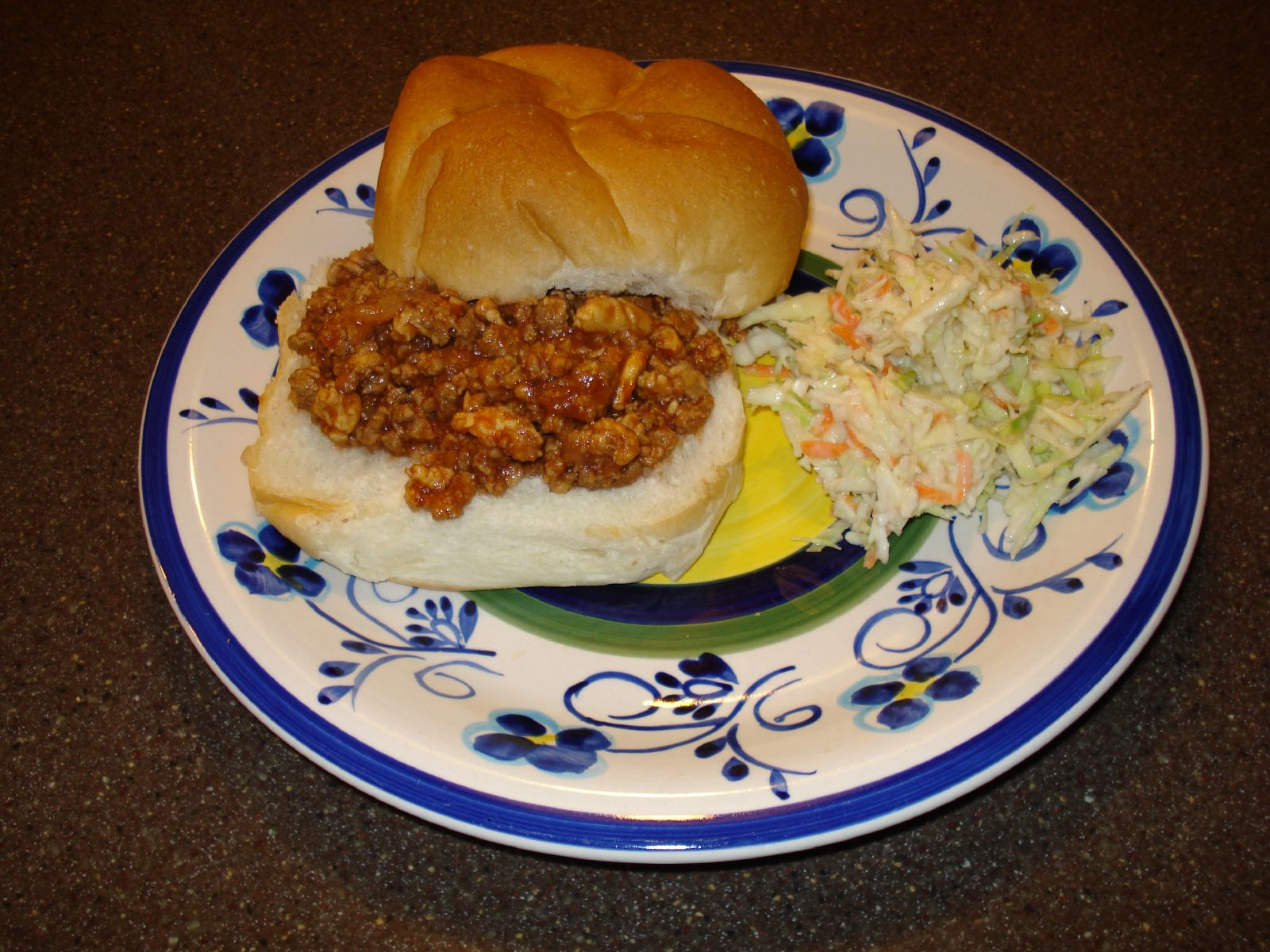
Ein klassischer „homemade“ Sloppy Joe.

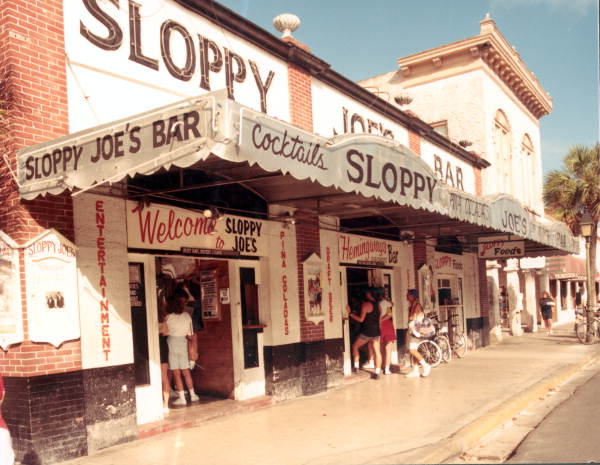
Das Sloppy Joe’s auf Key West (1986)

Ein Sloppy Joe (dt. ‚schlampiger Joe‘) ist ein US-amerikanischer Imbiss, bei dem eine Hackfleischsauce, ähnlich einem Hamburger, auf einem Brötchen serviert wird.

## Zutaten
Die Sauce besteht bei der klassischen Variante aus Rinderhackfleisch, Zwiebeln, Tomaten und verschiedenen Gewürzen. Angerichtet wird die Sauce auf einem Hamburgerbrötchen.

## Herkunft
Die Herkunft dieses Gerichts ist unklar. Sehr bekannt ist eine gleichnamige Bar in Key West im US-Bundesstaat Florida. Das Sloppy Joe’s war eine der Bars, in denen Ernest Hemingway verkehrte. Einer modernen Sage nach wird das Gericht mit dieser Bar verknüpft. Sie wurde 2006 in das National Register of Historic Places (Nationales Verzeichnis der Historischen Stätten) eingetragen. Einer anderen populären Entstehungsgeschichte nach soll ein Koch namens Joe das „loose meat sandwich“ erstmals in den 1930er Jahren in Sioux City in Iowa serviert haben.